# Maksim Letunov
Maksim Letunov, ryska: Максим Летунов, född 20 februari 1996, är en rysk professionell ishockeyforward som är kontrakterad till San Jose Sharks i National Hockey League (NHL) och spelar för San Jose Barracuda i American Hockey League (AHL). Han har tidigare spelat för Connecticut Huskies i National Collegiate Athletic Association (NCAA) och Youngstown Phantoms i United States Hockey League (USHL).
Letunov draftades av St. Louis Blues i andra rundan i 2014 års draft som 52:a spelare totalt.

## Statistik
| 2012–2013   | Dallas Stars U16    | T1EHL       | 40  | 29 | 37 | 66  | 6  | 4 | 2 | 2 | 4 | 6 |
| 2013–2014   | Youngstown Phantoms | USHL        | 60  | 19 | 24 | 43  | 42 | — | — | — | — | — |
| 2014–2015   | Youngstown Phantoms | USHL        | 58  | 25 | 39 | 64  | 18 | 4 | 0 | 1 | 1 | 0 |
| 2015–2016   | Connecticut Huskies | NCAA        | 36  | 16 | 24 | 40  | 2  | — | — | — | — | — |
| 2016–2017   | Connecticut Huskies | NCAA        | 33  | 7  | 20 | 27  | 25 | — | — | — | — | — |
| 2017–2018   | Connecticut Huskies | NCAA        | 36  | 12 | 16 | 28  | 12 | — | — | — | — | — |
| 2018–2019   | San Jose Barracuda  | AHL         | 57  | 12 | 16 | 28  | 20 | 3 | 0 | 2 | 2 | 2 |
| 2019–2020   | San Jose Sharks     | NHL         | 1   | 0  | 0  | 0   | 0  | — | — | — | — | — |
|             | San Jose Barracuda  | AHL         | 39  | 10 | 20 | 30  | 10 | — | — | — | — | — |
| NHL totalt  | NHL totalt          | NHL totalt  | 1   | 0  | 0  | 0   | 0  | — | — | — | — | — |
| AHL totalt  | AHL totalt          | AHL totalt  | 96  | 22 | 36 | 58  | 30 | 3 | 0 | 2 | 2 | 2 |
| NCAA totalt | NCAA totalt         | NCAA totalt | 105 | 35 | 60 | 95  | 39 | — | — | — | — | — |
| WHL totalt  | WHL totalt          | WHL totalt  | 118 | 44 | 63 | 107 | 60 | 4 | 0 | 1 | 1 | 0 |